# Platyrrhinus brachycephalus
Platyrrhinus brachycephalus is een zoogdier uit de familie van de bladneusvleermuizen van de Nieuwe Wereld (Phyllostomidae). De wetenschappelijke naam van de soort werd voor het eerst geldig gepubliceerd door Rouk & Carter in 1972.